# تونگ چونگ
تونگ چونگ (به لاتین: Tung Chung) یک منطقهٔ مسکونی در چین است که در منطقه جزایر واقع شده‌است.